# Історія Коломиї
Коломия — українське місто, центр Покуття. Пройшло насичений історичний шлях — від торговельного поселення, відомого, в першу чергу, торгівлею сіллю, до сучасного важливого економічного й освітно-культурного центра Івано-Франківщини й заходу країни.

## До виникнення сталого поселення
Археологи виявили на околицях міста сліди перебування племен-носіїв трипільської культури віком майже 6 тисяч років.
Коломийське поселення, імовірно, виникло у руський період в процесі розвитку місцевих суспільних відносин ще до поширення на цій території влади київських князів. Це значно вплинуло на розвиток Коломиї у пізніші періоди, а також багато у чому пояснює специфічні риси міської цивілізації, порівняно з більшістю галицьких міст. Найімовірніше, що з самих початків Коломия була військовим городищем, поблизу якого могли поселятися люди, які під час небезпеки знаходили за стінами оборонної споруди надійний притулок, а також «оружники» — наймані війська або дружинники. Однак дотепер ні археологи, ні історики, ні краєзнавці поки що не мають переконливих доказів, які свідчили б про існування у VI—ХІІ століть поселення на території сучасної Коломиї. Припущенням лишається, що давня Коломия була важливим центром, у якому зосереджувалися доходи з «соляного мита» — виключного джерела скарбниці місцевих князівських і королівських династій.

## Від першої згадки до кінця XVIII століття
Перша згадка про Коломию міститься в Галицько-Волинському літопису під 1240 роком:
|  | «не можеши отдати ю сима, яко велиціи князи держать сію Коломию на роздаваніе оружникам» |

Однак, знов таки, на думку дослідників, є всі підстави вважати вік міста значно більшим.
Коломия починалася як фортеця, що охороняла Попрутську оборонну лінію. На думку археологів, фортеця існувала вже в середині 12 століття, коли кордони Галицької держави сягнули Нижнього Дунаю, і діяв важливий сухопутний торговельний шлях — Берладська дорога, що вела з Галича на Волощину й Дунай. Тоді на берегах Пруту стояли 4 фортеці: у Коломиї, Олешкові, Снятині і Чернівцях.
Археологи дійшли висновку, що майже всі давньоруські міста перестали існувати в середині XIII століття під час монголо-татарської навали. Припускається, що Коломийська фортеця могла бути спалена в 1259 р., коли монголо-татарський воєвода Бурундай зажадав від Данила Галицького зруйнувати всі його укріплення.
Усередині XIV століття галицькі землі захопило Королівство Польське.
Тепер укріплений центр Коломиї знаходився поблизу теперішньої ратуші. Це місце в історичних джерелах мало назву Старий Двір: у документах 1411, 1448 і 1517 років про нього мовиться як про оборонний замок.
1395 року вперше Коломия отримала герб.
У жовтні 1405 року король Ягайло з метою піднесення міста та його залюднення надав спадкове війтівство у ньому львівському міщанину Ніколаусові Фрайштетеру та село Матеївці (пол. Matyjowce), яке здавна до Коломиї належало.
1405 року місто дістало Магдебурзьке право, що надавало низку привілеїв — право на торгівлю, на соляний склад, на власну вагу. У Коломиї розвивались ремесла, відкривались цехи та майстерні, започатковувалися нові ремісничі фахи — ткачі, сідлярі, золотарі, солодовники, олійники, пивовари. Масове виробництво солі сприяло виникненню великої кількості торговців сіллю, яких називали «коломийцями». Коломийський магістрат одержав право відкрити кілька власних цехів і майстерень, а також збирати на потреби міста податки з низки навколишніх сіл.
У ті часи місто стояло на пограниччі Королівства Польського, Угорського королівства та Молдавського князівства. Відтак, 1411 року Коломию з усім Покуттям було продано на 25 років молдавському господареві Олександрові «Доброму» з умовою, що останній виступить на боці Королівства Польського проти Угорського королівства. З тих самих міркувань згодом Коломийський замок декілька разів дарували молдовським воєводам на утримання.
10 лютого 1444 в Коломиї Ян з Чижова — краківський каштелян, староста, намісник короля — видав в Коломиї документ для коломийського, снятинського старости Михайла «Мужила» Бучацького: разом з асесорами наказав йому не брати цла з львівських міщан в Коломиї. В документі також, зокрема, згаданий галицький та рогатинський староста Миколай Парава.
15 вересня 1485 року в Коломиї було укладено міждержавну угоду між польським королем Казимиром IV Яґеллончиком і молдавським господарем Штефаном III «Великим». У 1490 році Коломийський замок не встояв перед 10-тисячною повстанською армією на чолі з ватажком Іваном Мухою.
1498 року османи і волохи зруйнували місто, рухаючись на захід. Відтоді вони майже щороку плюндрували Покуття. В 1502 і 1505 роках Коломия була спалена, горіла вона також у 1513, 1520, 1531 і 1594 роках, а 1589 року місто було знищене дощенту, населення — вирізане або забране в ясир.
У 1612 році татари і волохи тричі нападали на Покуття, в 1618 році — 4 рази, в 1621 та 1624 роках — по 2 рази. Польська хроніка за 1621 рік засвідчує: «Місто татарами спалене і люди з нього вибрані», а за 1624 рік є запис, що татарами місто «з ґрунту знесене». Під час чергового нападу в 1626 році в місті вже нікому і нічим було чинити опір ворогу.
Починаючи з 2-ї половини 1620-х років, Коломия була перенесена далі на північ, на територію теперішнього Середмістя. Лише після побудови нового оборонного замку всередині XVII століття (на пагорбі, не сьогодні розташована школа № 1 на вулиці А. Міцкевича) місто могло захищатися від татарських нападів, відтак місто почало забудовуватися навколо центру; знову виникли нові ремісничі майстерні й цехи, було відроджено гончарство, млинарство, ґуральництво.
У 1648 році, коли повстанські загони Семена Височана діяли на Прикарпатті, за стінами Коломийського замку шукала притулку польська шляхта з навколишніх містечок.
У 2-й половині XVII століття у селах Коломийського повіту посилився опришківський рух. Місто не раз ставало свідком суду та прилюдної розправи над опришками. Зростав простест місцевого населення проти економічного і національного гніту польського панства. У 2-й половині XVII — на початку XVIII в околицях міста діяли загони опришків І. Винника та І. Пискливого.

## За австрійської влади (до ХХ ст.)
У 1772 році, після першого поділу Речі Посполитої, Коломия відійшла під владу Габсбургів. Ця подія позначилася на житті міста: від Коломиї відійшли села, податки з яких вона використовувала на свої власні потреби. За новим адміністративним поділом 1781 року місто було включене до Станіславської округи і частково втратило свої функції повітового центру.
На околицях міста стали виникати німецькі колонії. Протягом XIX століття австрійський уряд побудував у Коломиї 6 військових казарм та 3 порохові склади. В місті було зосереджено велику кількість війська, створено до 70 карних загонів для боротьби з опришками.
В 1811 році було створено Коломийську округу, межі якої і колишнього повіту практично збігалися.
Перехід під австро-німецький протекторат мав для Галичини, і в тому числі для Коломиї, ряд позитивних моментів — по-перше, почали впроваджуватися реформи з підняття економіки краю, а по-друге, на Галичині розпочалося національне відродження. Так, у краї, зокрема і в Коломиї почали зароджуватися капіталістичні відносини — виникали акціонерні та приватні підприємства, перші місцеві видобувні, лісопильні та цегляні промисли. Особливий етап у розвитку Коломиї почався після вступу в дію в 1866 році залізничного сполучення, а також залізничних гілок місцевого значення, а 1886 року Коломию з приміськими селами сполучив паровий вантажний трамвай.
Особливо значними були успіхи коломийського українства на культурній ниві. Вже у 1830 році в середовищі місцевої національної інтелігенції твердо сформувались погляди щодо нагальності відродження української мови, культури, народних традицій та звичаїв. Цьому, зокрема, сприяла ідейна діяльність Руська трійця, авторів «Русалки Дністрової» Маркіяна Шашкевича, Якова Головацького, Івана Вагилевича та їхніх симпатиків. У цей час закладались основи громадсько-політичних і культурно-мистецьких традицій у Коломиї — був відкритий перший у Галичині театр, відкрилась читальня (1848). Скасування панщини у цьому ж році в Австрії та революційні події по окраїнах держави спричинили самоорганізацію українського політичного життя і в Коломиї — тут була створена Коломийська окружна Руська рада на чолі з педагогом і першим меценатом М. Верещинським.
У 1864 році в Коломиї була відкрита перша друкарня М. Білоуса, у 1865-му — почала виходити перша газета «Голос народний», а 1867-го — започатковано книгодрук. Після тривалого домагання у 1861 році в місті відкрили гімназію, у 1875 році — гончарну школу, в 1894-му — школу деревного промислу та кілька загальних початкових шкіл. У 1875 році розпочала свою діяльність коломийська філія «Просвіти», а в 1895 році — товариство «Коломийський Боян».
У 1880 році в Коломиї був заарештований Іван Франко, він провів близько трьох місяців у Коломийській тюрмі.

## Коломия у 1-й половині ХХ століття
15 вересня 1914 р. в Коломию вступили російські війська. Під час перебування російських імператорських військ було зруйновано пам'ятник Т. Шевченка, заборонено видання української преси та книг, закрито українські книгарні та бібліотеки, припинено діяльність товариства «Просвіта» та навчання українською мовою в школах, зазнала утисків і Греко-католицька церква.
1 листопада 1918 р. проголошено Західноукраїнську Народну Республіку: у ніч на 1 листопада український військовий комітет перебрав владу і в Коломиї. 15 грудня 1918 р. місто урочисто провело на польський фронт 3-й Коломийський курінь. Сотні коломиян пішли добровольцями в УГА. 15 травня 1919 р. понад 100-тисячна польська армія прорвала український фронт, а 24 травня Коломию зайняло румунське військо. У місті встановилася польська влада.